# تاناساك سريساي
تاناساك سريساي (بالتايلندية: ธนะศักดิ์ ศรีใส)‏ (25 سبتمبر 1989 في تايلاند - ) هو لاعب كرة قدم تايلندي في مركز قلب الدفاع. شارك مع منتخب تايلاند تحت 20 سنة لكرة القدم ومنتخب تايلاند لكرة القدم. أما مع النوادي، فقد لعب مع نادي بوريرام يونايتد ونادي بوليس تيرو وPluakdaeng United F.C. ‏ وTOT S.C. ‏ وPattaya United F.C. (2008) ‏ وUbon UMT United F.C. ‏.

## روابط خارجية
- تاناساك سريساي على موقع قاعدة بيانات كرة القدم.إي يو (الإنجليزية)
- تاناساك سريساي على موقع ناشيونال فوتبول تيمز (الإنجليزية)
- تاناساك سريساي على موقع Soccerway.com (الإنجليزية)